# 李雲標 (台灣武官)
李雲標，直隸人，清朝军事人物。李雲標於1760年（乾隆25年）奉旨接替張世英，於台灣地區擔任台灣北路協副將。而隸屬台灣鎮之下的此官職是台灣清治時期中的這階段，台南以北之台灣中南部及北部的駐地最高武官將領。